# Breguet Aviation
Breguet Aviation («Бреге́», также Société Anonyme des Ateliers d’Aviation Louis Breguet) — ныне не существующая французская авиастроительная компания.
Была основана в 1911 году одним из пионеров авиации Луи Бреге.
В 1971 году вошла в состав фирмы Dassault.

## История
Впервые летательный аппарат, созданный Луи Бреге — «Breguet n°1», поднялся в небо 28 июня 1909 года. Двумя годами позже была основана компания Breguet Aviation, занявшаяся серийным выпуском разработанных им самолётов.
С началом Первой мировой войны завод в Велизи-Вилакубле (близ Парижа) сосредоточился на строительстве военных аэропланов, начиная с 1916 года там массово производился Breguet XIV (около 6000 экземпляров). Некоторые конструкции Бреге выпускались на предприятиях других фирм, например бомбардировщик Bre.4 (1914) производился одной из фабрик Michelin.
В межвоенный период, кроме работы над госзаказами, Бреге разрабатывает несколько моделей транспортных самолётов, в том числе для созданной в 1919 году собственной авиатранспортной компании Compagnie des Messageries Aériennes.
Авиатехника Breguet Aviation участвует в дальних перелётах и ставит несколько рекордов. Особо отметились на этом поприще доработанные модификации многоцелевых самолётов Bre. XIX и Bre.27.
Луи Шарль не оставлял своего первого увлечения — вертолётов. В 1931 году он с Рене Дораном основал «Syndicat d’Etudes de Gyroplane», и в 1933 году они создали первый экспериментальный вертолёт Gyroplane Laboratoire, совершивший первый полёт 26 июня 1935 года.
В связи с расширением компании, строятся заводы в Гавре и в Бугене (близ Нанта). Однако, в 1936 году после национализации они были изъяты у владельца и вошли в состав гособъединений SNCAN и SNCAO, соответственно.
Взамен Breguet удалось заполучить предприятия в Монтодране и Англет (между Биаррицем и Байонной) (ранее принадлежавший компании Latécoère). На последнем перед капитуляцией Франции успели изготовить более 200 бомбардировщиков Breguet Br.693.
В годы Второй мировой войны и после неё компания Бреге оставалась важным производителем самолётов как военного, так и гражданского назначения. С 1945 года велись исследовательские работы и выпуск опытных самолётов с ПВРД конструкции Рене Ледюка, было начато серийное производство пассажирского Breguet Deux-Ponts, После состоявшегося в 1949 году первого полёта авиалайнера, Air France использовала 12 экземпляров в 1953—1971 г.г., на североафриканских и средиземноморских линиях.
Параллельно, Breguet занимается популяризацией лёгкой спортивной авиации и выпускает несколько серий дешёвых планёров, первый из них Breguet 900, в активе которого победы на чемпионатах мира по планеризму 1954 и 1956 годов (Жерар Пьер и Пол МакКриди, соответственно).
В то время испытываются прототипы новой техники, например, Самолёт укороченного взлёта и посадки Breguet 940 и Br 960 Vultur. Опыт, полученный в ходе их разработки, впоследствии воплотится в малосерийных Breguet 941 и Breguet Br.1050 Alizé.
Несмотря на определённый успех конструкторов, финансовое состояние компании не столь блестяще. После смерти Луи Бреге в 1955 году Сильвен Флуара становится во главе предприятия.
Для участия в конкурсе NATO на лёгкий ударный самолёт, Breguet разрабатывает Breguet Bre.1001 Taon который, однако, несмотря на установление рекорда скорости, проигрывает итальянскому Fiat G-91.
В 1961 году первый полёт совершает морской патрульный самолёт Breguet Atlantic, его разработка стала результатом сотрудничества на европейском уровне.
В 1966 году Breguet вместе с British Aircraft Corporation (BAC) участвует в деятельности консорциума SEPECAT по разработке истребителя-бомбардировщика Jaguar, и, совместно с Dornier, учебного «Alpha Jet».
В 1971 году активы компании приобретает фирма Avions Marcel Dassault, их совместное предприятие получает название Avions Marcel Dassault — Breguet Aviation (AMD-BA).

## Продукция фирмы

### Авиатехника

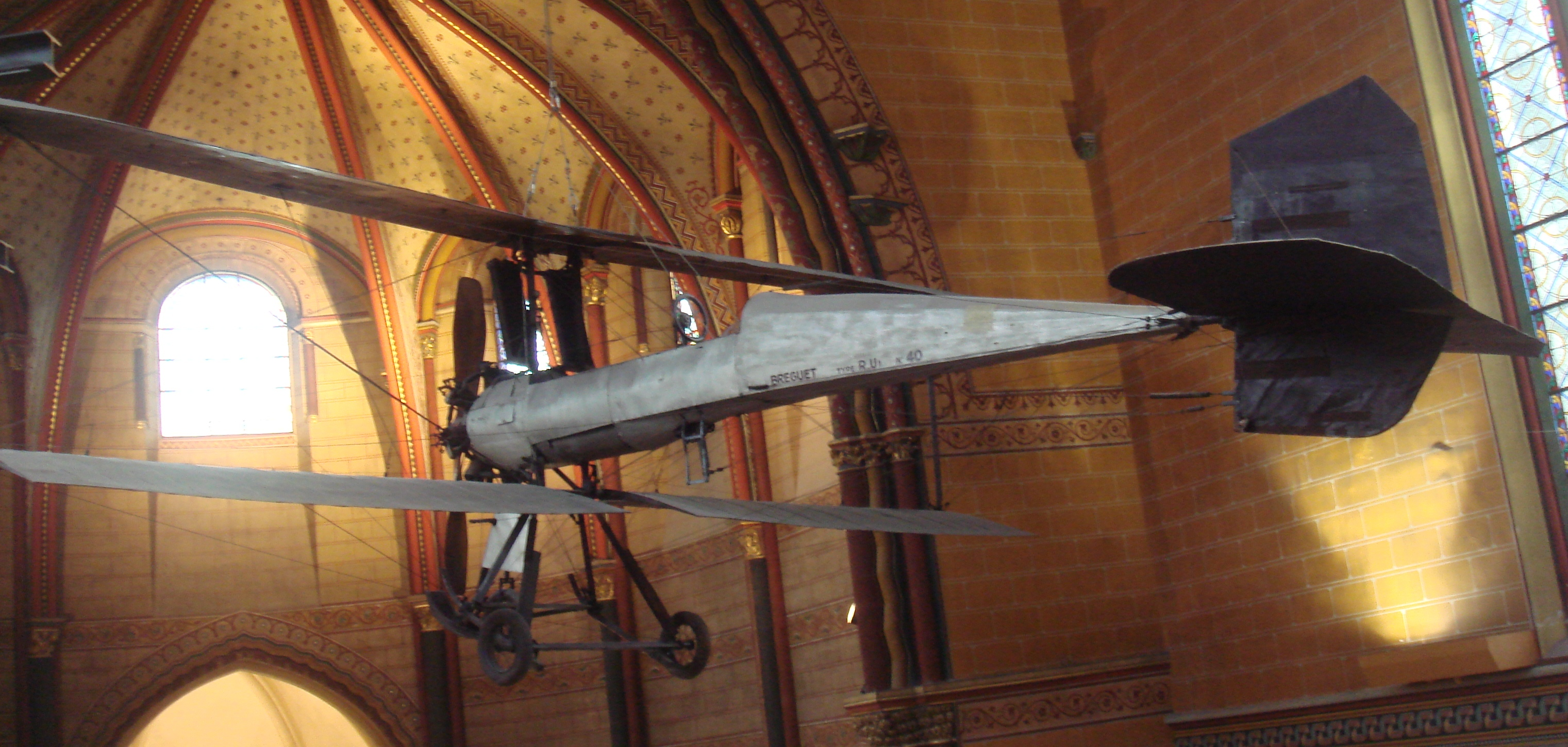
Breguet Type R.U1 No.40i в парижском Музее искусств и ремёсел.

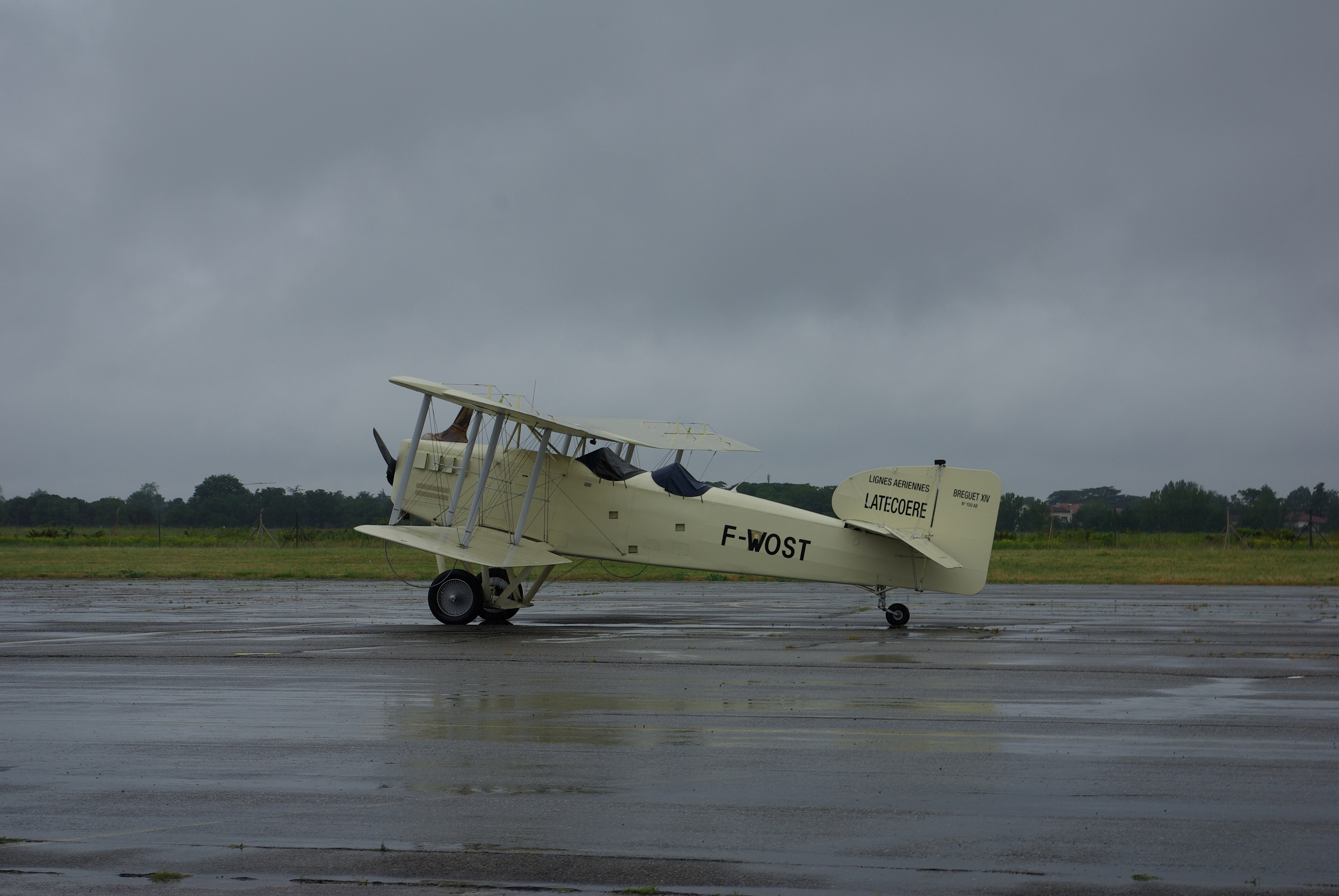
Breguet XIV.

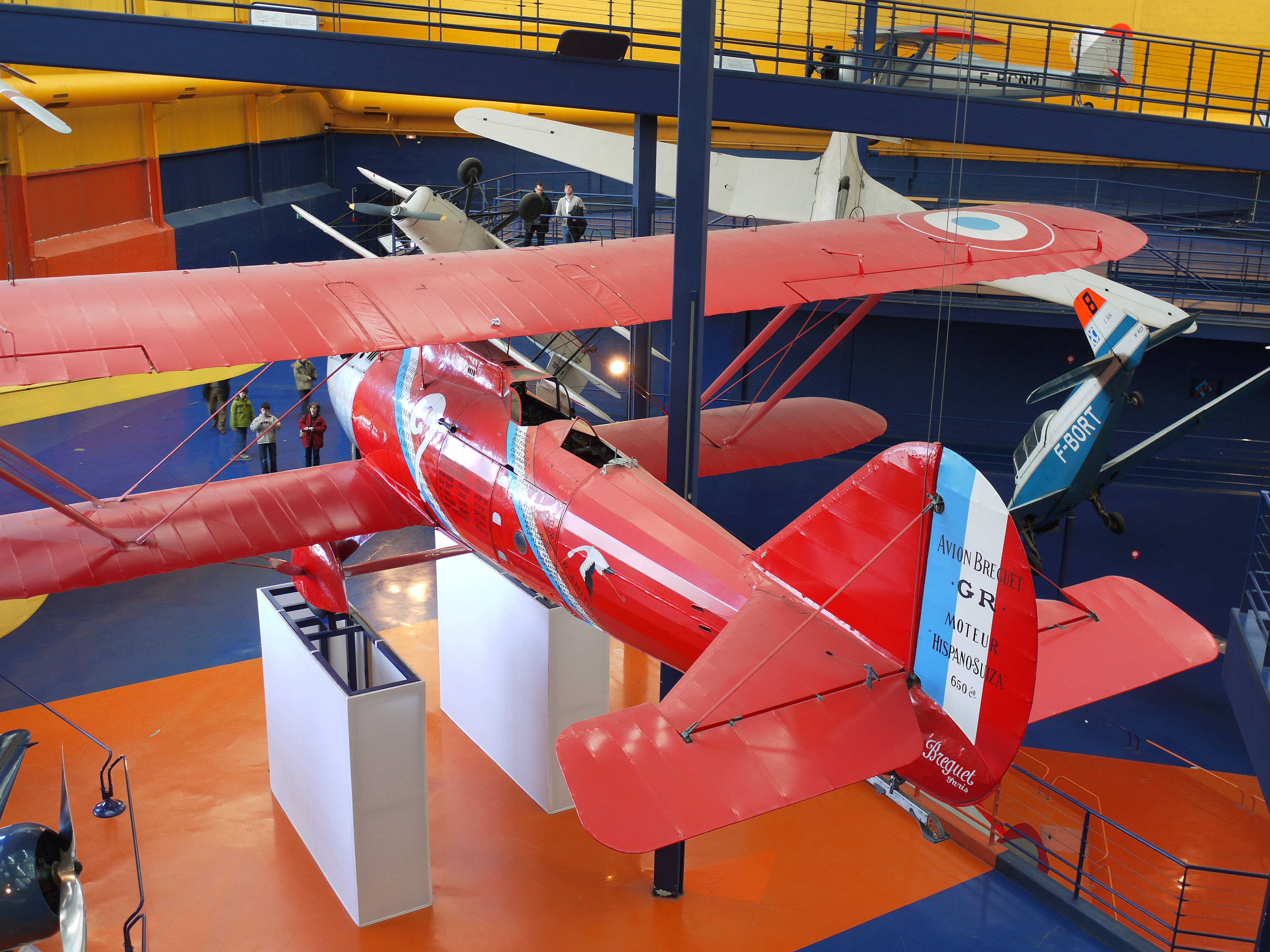
Breguet XIX «Point d’interrogation».

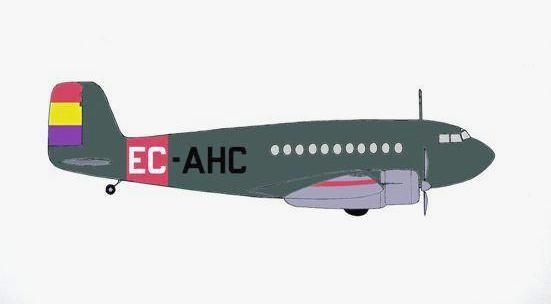
Bre.470 Fulgur испанской авиакомпании LAPE.

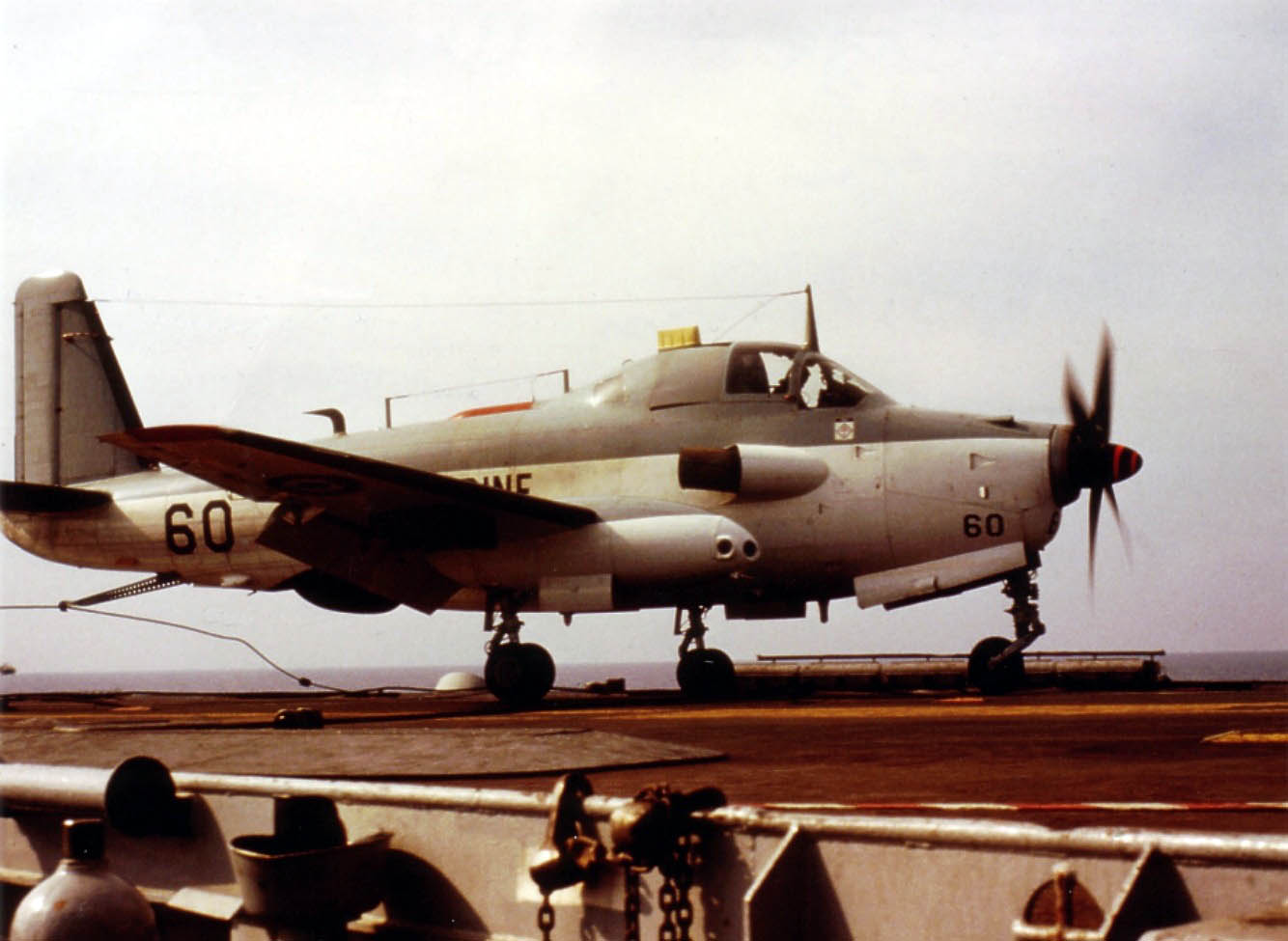
Breguet Alizé.

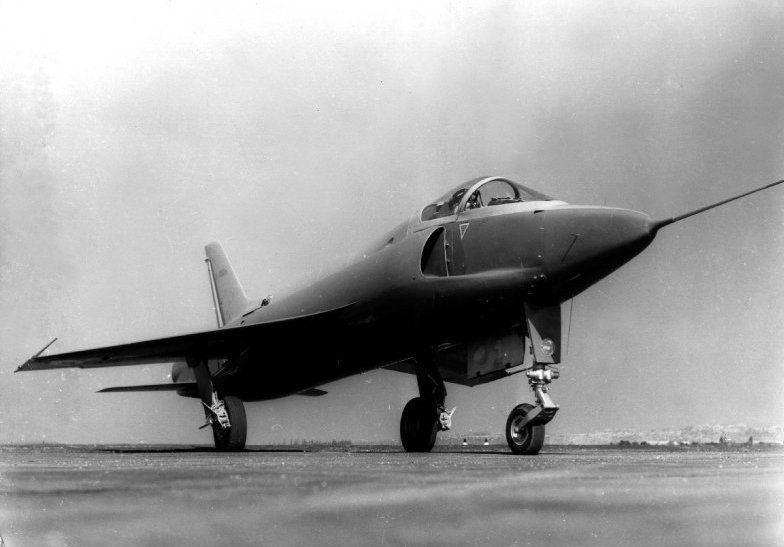
Breguet 1100

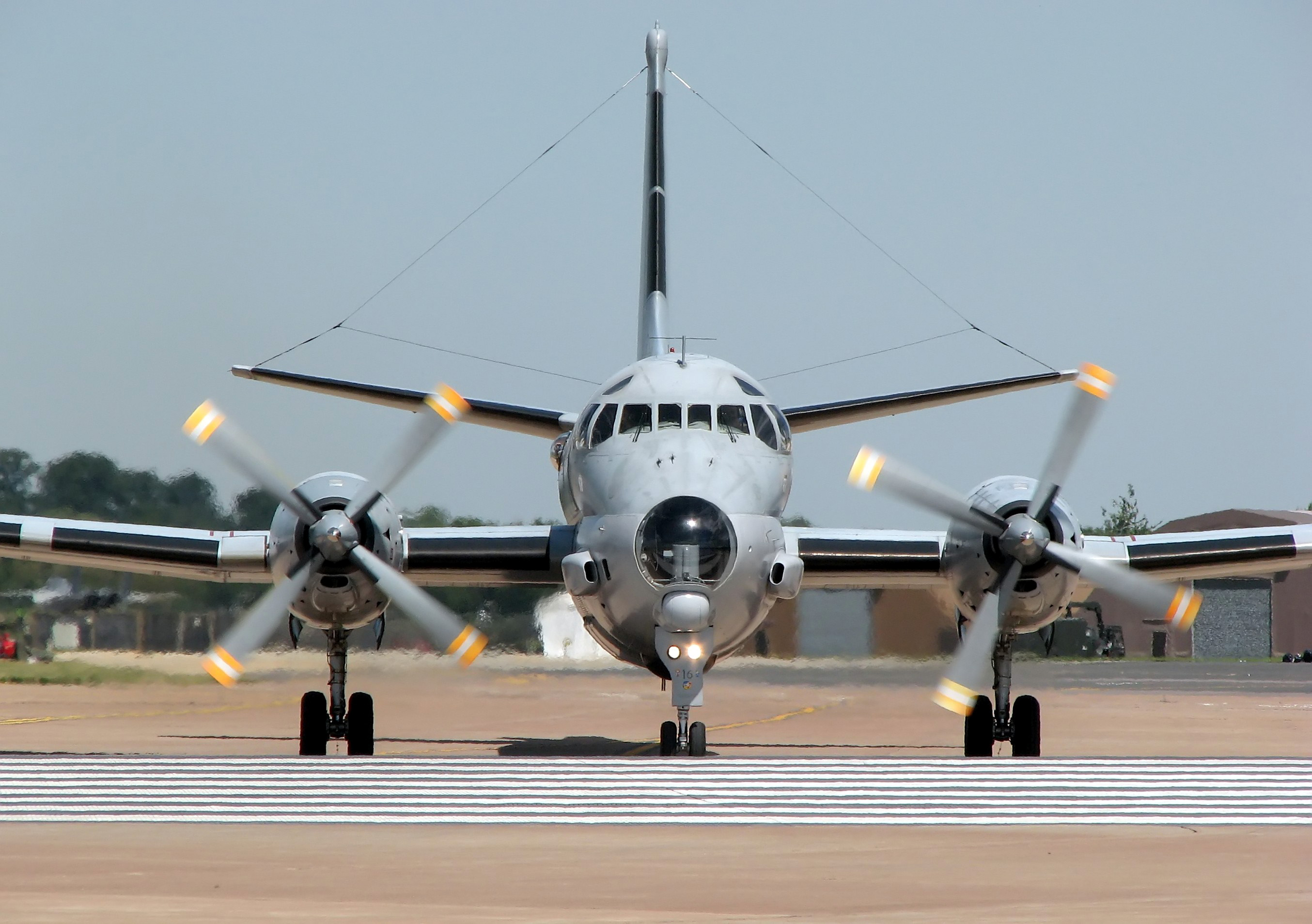
Breguet Atlantic.

- Breguet Type I (1909) — одноместный биплан с толкающим винтом;
- Breguet Type II (1910) — развитие Type I;
- Breguet Type III (1910) — развитие Type II, с ротативным двигателем;
- Breguet Type IV (1911) — экспериментальный самолёт;
- Breguet Type R.U1 (1911) — одномоторный биплан;
- Breguet Aerhydroplane (1913) — опытный гидросамолёт, не летал;
- Breguet Bre.4 (1914) — бомбардировщик с толкающим винтом; также производился заводом Michelin (модификации BrM, BUM, BLM, BUC, BLC), всего около 100 экз.;
- Breguet Bre.5 (1915) — Bre.4 в варианте двухместного эскортного истребителя, 11 экз.;
- Breguet 6 (1915) модификация Bre.5 с двигателем Salmson A9 (225 л. с.);
- Breguet XI 'Corsaire' (1916) — прототип тяжёлого бомбардировщика;
- Breguet LE — Laboratoire Eiffel (28.03.1918) — прототип истребителя-низкоплана;
- Breguet 12 (1918) — Bre.5 в варианте ночного истребителя с 37-мм пушкой и прожектором;
- Breguet 14 (1916) — двухместный бомбардировщик-биплан, около 7800 экземпляров;
- Breguet 16 (1918) — увеличенный вариант Br.14, бомбардировщик, около 200 экземпляров для ВВС Франции;
- Breguet 17 (1918) — уменьшенный вариант Bre.14, истребитель;
- Breguet 19 (1922) — одномоторный многоцелевой биплан, около 2700 экземпляров;
- Breguet 20 'Leviathan' (1922) — двух/четырёхмоторный 20-местный авиалайнер 2 мотора на 1 винт;
- Breguet 22 'Leviathan' (1922-3) — развитие Bre.20, 4 мотора;
- Breguet 'Colibri' (1923) — лёгкий спортивный самолёт, 1 экз.;
- Breguet 26T (1926) — развитие Bre.19, одномоторный пассажирский биплан, 2 шт.;
- Breguet 280T (1928) — развитие Bre.26T с улучшенной аэродинамикой фюзеляжа;
- Breguet 'Calcutta' лицензионный Short S.8 Calcutta (1928) — трёхмоторная пассажирская летающая лодка, 4 экземпляра;
- Breguet 27 (1929) — одномоторный двухместный разведывательный биплан;
- Breguet 270 (1929) — Bre.27 со стальным шасси, для ВВС Франции, Венесуэлы и Китая;
- Breguet Br.280 (1928) — транспортный, развитие Bre.26T. 9 экземпляров для Air Union;
- Breguet Br.330 (1931) — двухместный разведчик-бомбардировщик, 2 экз.,
  - Bre 330 n°1 Bis (1932) — рекордный самолёт;
- Breguet 393T (1931) — трёхмоторный пассажирский авиалайнер бипланной схемы, 6 экземпляров для Air France;
- Breguet Bre 230 (1933) — разведчик, 1 экз.;
- Breguet 410 — двухмоторный лёгкий бомбардировщик[3] 411/413/414 все по 1 кроме 413 — 4 экз.;
- Breguet 460 Vultur — двухмоторный лёгкий бомбардировщик;
- Breguet 470 Fulgur (1936) — прототип двухмоторного пассажирского лайнера;
- Breguet 480 — проект дальнего бомбардировщика;
- Breguet 482 (1947) — разработанный до войны четырёхмоторный бомбардировщик, 1 прототип;
- Breguet 500 Colmar (1945) — двухмоторный транспортный вариант Br.480;
- Breguet 521 Bizerte (1933) — трёхмоторная летающая лодка для морской авиации, разработанная на основе S.8 Calcutta, 30 экз.;
- Breguet 530 Saigon (1933) — гражданская версия Br.521
- Breguet 610 (1934) — поплавковый трёхместный разведчик, 1 экз.;
- Breguet 670, также Breguet-Wibault (1935) несколько увеличенный двухмоторный вариант Wibault 282/283, 1 экз.;
- Breguet 693/690/691/695 (1938) — двухмоторный штурмовик, всего 386 экз.;
- Breguet 730/731 (1938/47) — четырёхмоторная летающая лодка. 4 экземпляра;
- Breguet Deux-Ponts (1949) — Br.761/761S/763 Provence/765 Sahara — серия четырёхмоторных двухпалубных дальнемагистральных авиалайнеров, 20 экз.;
- Breguet 790 Nautilus — одномоторная летающая лодка, заказ на 45 шт. не выполнен из-за оккупации;
- Breguet 890 Mercure — транспортный, 892S, 1 экз.;
- Breguet 940/941/941S (1958) — экспериментальный четырёхмоторный транспортный СУВП с турбовинтовыми двигателями, по 1 экземпляру каждого типа;
- Breguet 941 (1961);
- Breguet Vultur (1951) — Br.960 двухмоторный противолодочный самолёт со смешанной силовой установкой, 2 экз.;
- Breguet Taon (1957) — Br.1001 — 2 прототипа одномоторного реактивного ударного самолёта под программу НАТО по разработке лёгкого истребителя. Рекорд скорости;
- Breguet 1050 Alizé (1956) — Br.1050 — одномоторный турбовинтовой противолодочный самолёт, 92 экземпляра для авиации ВМС Франции и Индии;
- Breguet 1100 (1957) — прототип двухмоторного реактивного истребителя, 1 экз.;
- Breguet Atlantic (1961) — Br.1150 двухмоторный турбовинтовой морской разведчик, всего 87 единиц.

### Самолёты Leduc
- Leduc 0.10 (1947) — экспериментальный реактивный самолёт с ПВРД, 3 экз.;
- Leduc 0.21 (1953), 2 экз.;
- Leduc 0.22 (1956), 1 экз..

### Вертолёты

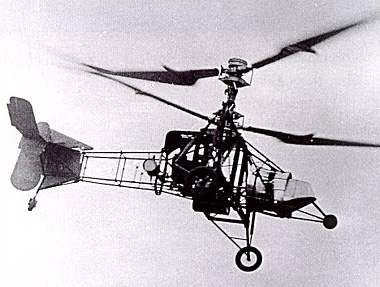
Gyroplane-Laboratoire (1932)

- Gyroplane Breguet-Richet (1907) — одноместный ЛА по типу автожира, построено 2 экземпляра;
- en:Breguet-Richet Gyroplane (1907) — экспериментальный четырёхвинтовой вертолёт;
- Breguet-Richet Gyroplane No.2 (1908);
- Breguet Gyroplane Laboratoire (1932);
- en:Breguet-Dorand Gyroplane Laboratoire (1935) — прототип соосного вертолёта;
- Breguet G.20 (1947);
- Breguet G.11 (1949);
- Breguet G.11E (1949) — прототип соосного вертолёта;
- Breguet G.111 'Gyroplane' (1950) — прототип вертолёта, G-11 с мотором Pratt & Whitney R-985

### Планеры
- Breguet Br.900 Louisette (1948) — одноместный пилотажный планер, 7 экз.;
- Breguet Br.901 Mouette — (1954) — одноместный пилотажный планер, 61 экз.;
- Breguet Br.902 (1957) — двухместный учебный планер, 6 экз.;
- Breguet Br.903/S.10 — высотный планер;
- Breguet Br.904 Nymphale (1956) — двухместный планер, 18 экз.;
- Breguet Br.905 Fauvette — одноместный планер, 52 экз.;
- Breguet Br.906 Choucas (1959) — двухместный учебный планер, 1 экз.;

### Автомобили

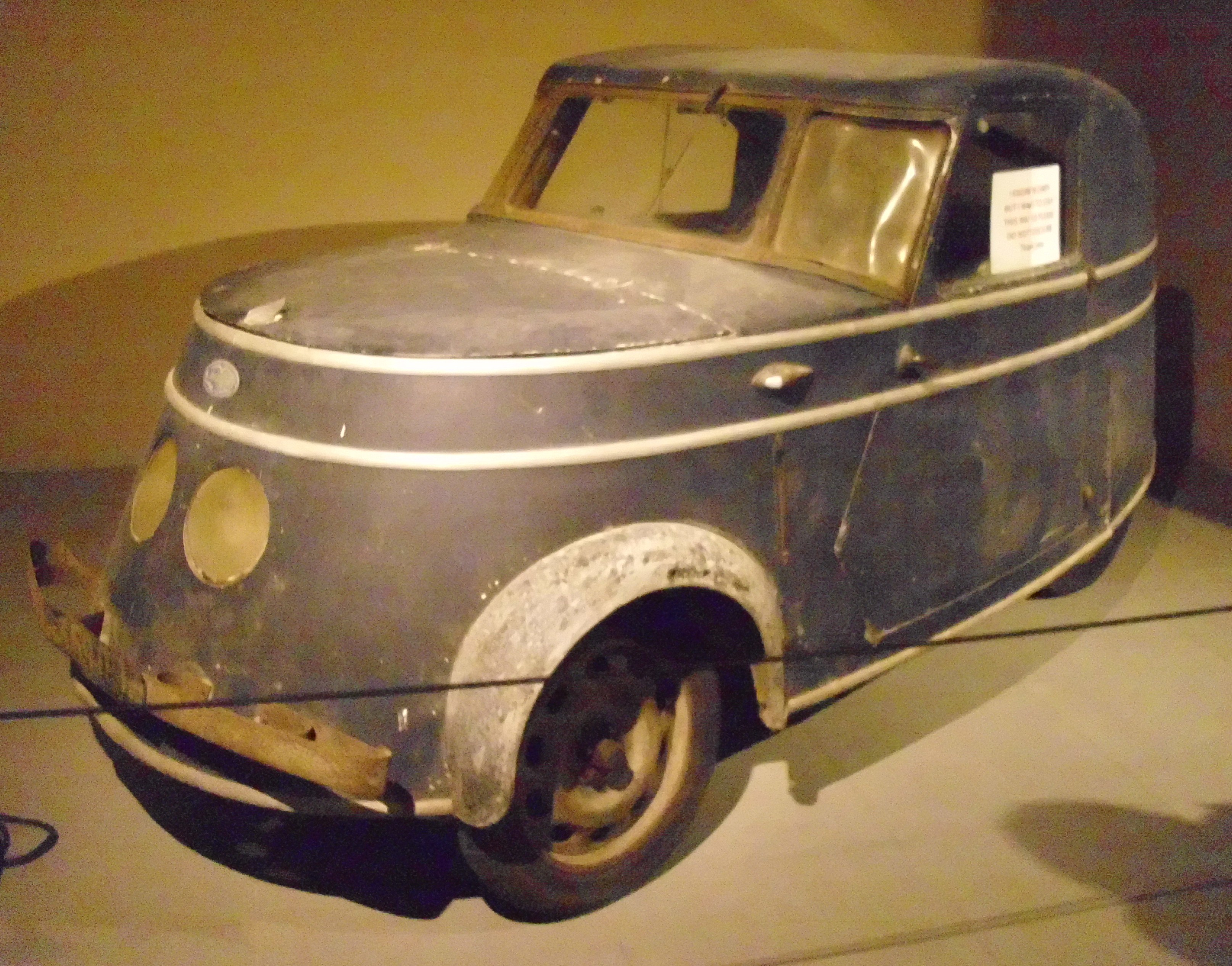
Breguet A 2 (1942)

До 1914 года кроме авиастроительства, компания выпускала несколько моделей автомобилей, оснащённых 6-цилиндровым двигателем.
Во время Второй мировой войны производился аккумуляторный электромобиль с двигателем Paris-Rhône. Этот двигатель выдавал 36 вольт на первой и задней передачах и 72 на второй. В удлинённом клиновидном «хвосте» обтекаемого двухместного кузова находились двигатель, передававший движение на зауженную заднюю ось, и часть аккумуляторов.
В рекламе 1941 года утверждалось, что он способен преодолеть 100 километров без подзарядки; однако, хотя это было действительно возможно, но лишь на постоянной скорости 20 км/ч, уже при скорости 40 км/ч эта дистанция сокращалась до 65 километров. 

Этот автомобиль активно рекламировался в финансово нестабильном 1941 году: в августе этого года цена на электромобиль Breguet составляла 56 000 франков, а на Citroën 11 BL (всё ещё упоминавшийся в прейскурантах, несмотря на сильно сократившийся выпуск) — 35 630 франков. Выпуском этого электромобиля занималась фабрика в Англет.

## Кубок Бреге
В 1958 году компания Breguet Aviation учредила кубок для поощрения за достижения в области планеризма. С 1962 года при подсчёте набранных очков, кроме пройденного расстояния учитывается также скорость. Согласно 6-й версии правил (1963), ежегодно вручаются 2 кубка и денежные призы (фонд в 10000 франков, делящийся на лучших планеристов в индивидуальном зачёте и в турнирной таблице). В 1963 году соревнования проходили с 15 по 30 ноября.